# Lijst van organisaties voor duurzame energie
Deze lijst van organisaties voor duurzame energie bevat noemenswaardige organisaties die actief zijn op het vlak van duurzame energie.
- BeauVent
- Ecopower, Belgische coöperatie ter bevordering van hernieuwbare energie
- EKOenergy, een internationaal label voor duurzame energie
- European Wind Energy Association
- Geothermal Resources Council
- Global Wind Energy Council
- Internationaal Agentschap voor hernieuwbare energie
- International Geothermal Association
- International Hydropower Association
- International Network for Sustainable Energy
- International Renewable Energy Alliance
- International Solar Energy Society
- REN21
- Renewable Energy and Energy Efficiency Partnership
- RenewableUK, Britse organisatie voor hernieuwbare energie
- Solar Cookers International
- Stichting GEZEN,
- Trans-Mediterranean Renewable Energy Cooperation
- VedvarendeEnergi, Deense  voor hernieuwbare energie
- World Council for Renewable Energy
- World Wind Energy Association